# Sven Ulreich
Sven Ulreich (n. 3 august 1988, Schorndorf, Republica Federală Germania, Germania) este un fotbalist german, care joacă pe post de portar la Bayern în Bundesliga. Pe plan internațional, are prezențe la națională pentru Germania U16⁠(d), Germania U19⁠(d) și Germania Sub-21⁠(d).

## Performanțe

#### Bayern München
- Bundesliga: 2015-2016, 2016-2017, 2017-2018, 2018-2019, 2019-2020, 2021-2022
- Cupa Germaniei: 2015-2016, 2018-2019, 2019-2020
- Supercupa Germaniei: 2016, 2017, 2018, 2021
- Liga Campionilor UEFA: 2019-2020
- Supercupa Europei: 2020[3]

### Premii personale
- Bayern München jucătorul sezonului 2017–18[4]